# 波格丹·哈什迭烏
波格丹·彼得里切库·哈什迭烏（羅馬尼亞語：Bogdan Petriceicu Hasdeu，發音：[boɡˈdan petriˈtʃejku haʃˈdew] ⓘ；1838年2月26日—1907年9月7日），羅馬尼亞作家和语言学家，开创了罗马尼亚语言文学和历史学的许多分支。